# 白鳥庫吉
白鳥 庫吉（しらとり くらきち、1865年3月1日（慶応元年2月4日） - 1942年（昭和17年）3月30日）は、日本の歴史学者。東京帝国大学（現：東京大学）教授、東洋文庫理事長を歴任した。専門は東洋史。文学博士。邪馬台国北九州説の提唱者として有名。

## 来歴
上総国長柄郡長谷村（現：千葉県茂原市）に、白鳥嘉一郎と徳の次男として生まれる。戸籍名は倉吉であるが、これは村役人が誤って登録した名前である。庫吉本人も本名は庫吉と語っていた。
1879年、千葉中学に入学。当時師範学校校長兼千葉中学校総理であった那珂通世や、物理と化学を教えていた三宅米吉に出会う。1883年、千葉中学を主席で卒業、1887年一高卒業、1887年帝国大学（のち東京帝国大学、現在の東京大学）文科大学（のちの東京大学文学部）史学科に入学。帝国大学における史学科の最初の学生となった。1890年に帝国大学を卒業。帝大在学中はルートヴィヒ・リースに師事した。1891年8月学習院教授に就任。歴史地理課の課長となった。当初は日本史と西洋史を講じていたが、のちに中国史を受け持つこととなった。津田によれば、このことが契機となり、東洋史の研究が専門となってきたとされる。1899年にローマで開かれた国際東洋学会での論文発表や海外学会誌での論文発表の功績により、1900年、文学博士の学位を授かる。
1901年から1903年末まで、学習院に命じられてヨーロッパへ留学。ベルリンにてトルコ語の研究、のちにハンガリーへ移り、ハンガリー語や歴史研究を行った。1904年に帰国し、東京帝国大学文科大学史学科教授を兼任する。1907年、東洋協会学術調査部を設立して『東洋学報』の創刊に携わる。1911年、本務を東京帝国大学教授とし、学習院教授を兼任とする。
1912年に当時の学習院院長であった乃木希典が明治天皇に殉じ自決した際は、後任となる大迫尚敏が着任するまで事務取扱（院長代行）を務めた。
1914年、東宮御学問所御用掛として東宮時代の昭和天皇の教育にも携わる（1914年 - 1920年）。1919年、帝国学士院会員。1922年東京帝国大学の命で再度ヨーロッパに渡り、フランス政府から文化功労勲章を受ける。1923年東洋文庫が創設され、理事および研究部長に就任。1925年東京帝国大学教授を定年退官、名誉教授、正三位勲二等。
1942年3月30日、肺炎のため死去。墓所は雑司ヶ谷霊園。
師に那珂通世、弟子に津田左右吉などがいる。外交官、政治家の白鳥敏夫は甥。

## 研究
日本や朝鮮に始まり、アジア全土の歴史、民俗、神話、伝説、言語、宗教、考古学など広範な分野の研究を行う。東洋学を学際的な研究分野として確立することに尽力し、さらにこの分野の発展を目的とした多くの団体に積極的に参加、設立した。1889年の帝国大学在学中には史学会の設立に尽力した。1905年には亜細亜学会が成立し、1910年に東洋協会と合併した。1934年には日本民族学会理事長に就任した。
1910年に「倭女王卑弥呼考」を著し、「邪馬台国北九州説」を主張。時を同じくして同時期の著名な東洋学者で「東の白鳥庫吉、西の内藤湖南」「実証学派の内藤湖南、文献学派の白鳥庫吉」と並び称せられた京都帝国大学の内藤湖南教授が「卑弥呼考」を著し、畿内説を主張した。後に東大派と京大派に分かれ激しい論争（邪馬台国論争）を戦わせることとなった。

## 栄典
位階
- 1891年（明治24年）12月7日 - 従七位[6]
- 1908年（明治41年）1月31日 - 正五位[7]
- 1913年（大正2年）2月10日 - 従四位[8]
- 1918年（大正7年）3月11日 - 正四位[9]
- 1923年（大正12年）5月10日 - 従三位[10]

勲章
- 1912年（大正元年）12月18日 - 勲三等瑞宝章[11]
- 1919年（大正8年）5月7日 - 勲二等瑞宝章[12]
- 1940年（昭和15年）8月15日 - 紀元二千六百年祝典記念章[13]

## 著書
- 『白鳥庫吉全集』（全10巻）岩波書店、1969年 - 1971年。
  - 1・2巻 日本上代史研究、3巻 朝鮮史研究、4・5巻 塞外民族史研究、6・7巻 西域史研究、8・9巻 アジア史論、10巻 雑纂・総索引ほか。

「朝鮮史研究」「塞外民族史研究」「西域史研究」は、新版単行判が刊行。
- 『日本歴史 昭和天皇の教科書』勉誠出版「勉誠文庫」（上下）2000年。新版単行判（全1巻）2015年、所功解説。
- 『国史 昭和天皇の歴史教科書 口語訳』出雲井晶訳・解説、講談社、2004年。

### 回想
- 『東方学回想 I 先学を語る〈1〉』刀水書房、2000年、座談会での関係者の回想・年譜書誌を収録。